# Turmhügelburg Trögen
Die Turmhügelburg Trögen ist eine abgegangene Höhenburganlage auf einer Hügelkuppe im Ortsteil Trögen der Stadt Hardegsen in Südniedersachsen. Die Wehranlage entstand im Mittelalter durch das Anschütten eines Burghügels und wurde als Turmhügelburg (Motte) genutzt.

## Beschreibung

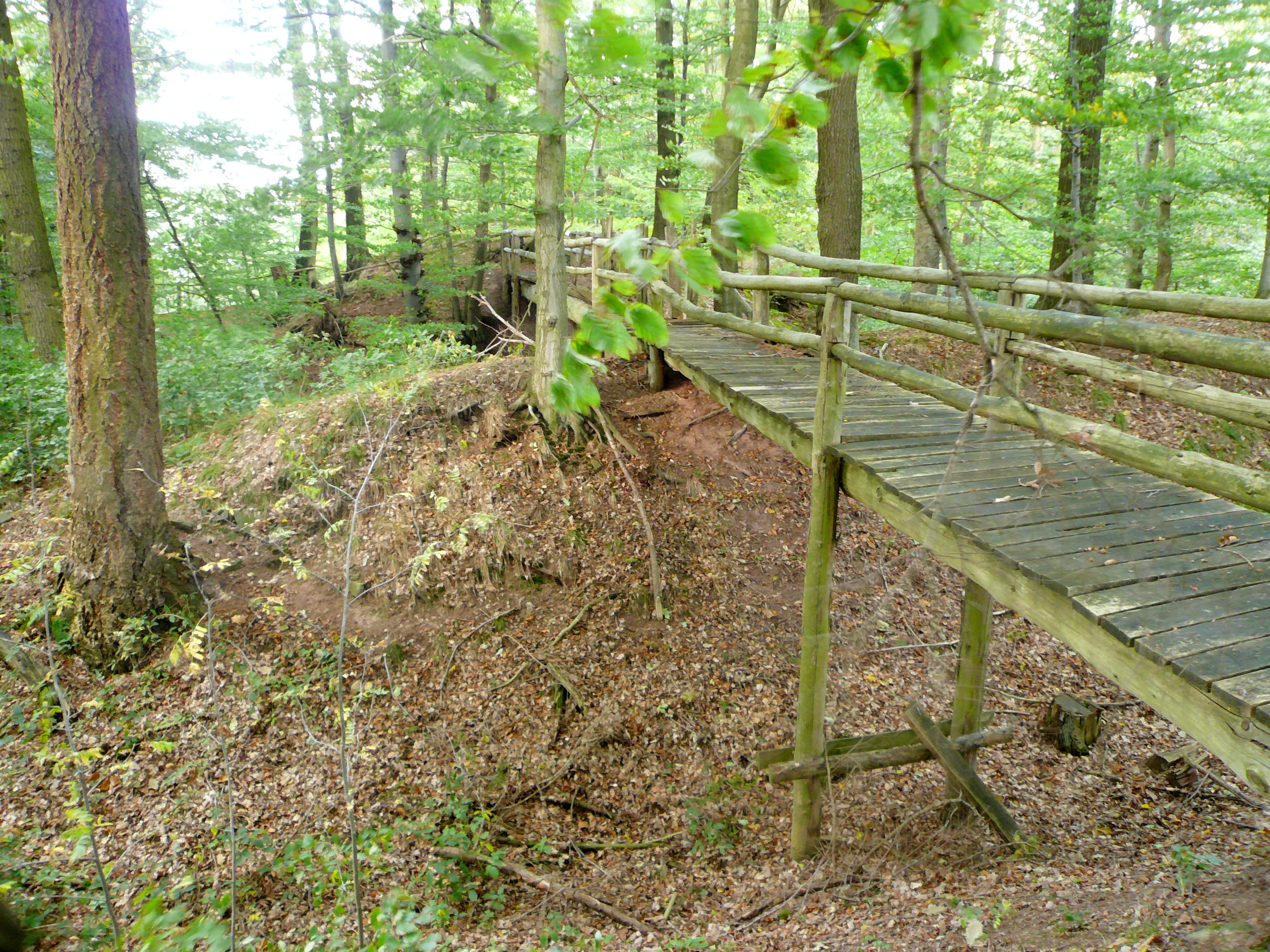
Zugang zum Burghügel über einen inzwischen zusammengestürzten Holzsteg (2009)

Die Motte liegt auf dem Burgberg etwa 500 Meter südlich von Trögen nahe der Siedlung Ludwigshöhe. Unterhalb fließt im Westen die Espolde vorbei. Das Plateau auf dem Burghügel hat die Ausmaße von etwa 15 mal 25 Meter. Gesichert ist es nach Süden und Osten mit zwei hintereinanderliegenden halbkreisförmigen Burggräben von etwa 10 Meter Breite und drei bis fünf Meter Tiefe. Da das Gelände steil zum Tal der Espolde abfällt, war nach Nordwesten und Südwesten keine Sicherung erforderlich. Auf einem etwa 30 × 40 Meter großen Absatz westlich des Burghügels befand sich vermutlich eine unbefestigte Vorburg. Das Burgplateau war möglicherweise mit einem turmartigen Gebäude aus Stein oder Holz bebaut, von dem sich keine Reste mehr finden. Der frühere Zugang ist nicht erkennbar. Ein in heutiger Zeit errichteter Zugang über einen Holzsteg ist aufgrund von Moderfäule inzwischen eingestürzt. 
Es bestehen keine historischen Überlieferungen zur Befestigungsanlage, so dass nichts über ihre Erbauer und Nutzer sowie ihre einstige Funktion bekannt ist. Bei Begehungen wurden im Burgbereich Keramikscherben gefunden, die sich ins 11. und 12. Jahrhundert datieren lassen, und einen Hinweis auf die Nutzungszeit geben. Gegen Ende des 18. Jahrhunderts wurde die Anlage für eine Raubritterburg der Edelherren von Bovenden gehalten, wobei es sich um eine Legende handeln dürfte. Heute gilt die Wehranlage als eine der besten erhaltenen Turmhügelburgen in Südniedersachsen.